# Campanula aizoides
Campanula aizoides — вид квіткових рослин з родини дзвоникових (Campanulaceae). Ендемік Криту.

## Біоморфологічна характеристика
Campanula aizoides — це дворічний гемікриптофіт, який досягає висоти від 10 до 20(60) сантиметрів. Стебло міцне, борознисте, прямовисне. Розеткові листки лопатчасті і війчасті лише біля основи. Суцвіття — волоть пірамідальної форми або схожа на колос з багатьма квітками на товстих коротких ніжках. Віночок від трубчастої до дзвонової форми, розміром від 12 до 15 міліметрів і в два-три рази довша за чашечку. Період цвітіння з червня по серпень.